# Nötbergets norra naturreservat
Nötbergets norra naturreservat är ett naturreservat i Ljusdals kommun i Gävleborgs län.
Området är naturskyddat sedan 2022 och är 56 hektar stort. Reservatet ligger nordväst om Kärböle och består av skogen i norra slänten till Nötberget som brann ner i skogsbränderna i Sverige 2018.